# Gaël Mevel
Gaël Mevel est violoncelliste, pianiste, improvisateur et compositeur, né en 1966 à Sarcelles.

## Biographie
(août 2022).
Gaël Mevel étudie le piano classique, puis le jazz avec Eric Watson, la musique contemporaine avec Jay Gottlieb, le violoncelle avec Philippe Straszewski puis Agnès Vesterman. Il est également diplômé de l’École nationale supérieure Louis-Lumière.
Son travail, à la croisée des arts cherche une voie dans la relation entre écrit et improvisé.
Il compose pour le cinéma muet (Centre Pompidou, musée d’Orsay, Cinémathèque française, Forum des images, musée de l'Orangerie, festival de films, etc.) et créé ainsi la musique pour plus de 70 films, en solo mais aussi avec Catherine Jauniaux ("La passion de Jeanne d'Arc" de Carl Dreyer), Jacques Di Donato et Thierry Waziniak ("Les larmes du clown" de Victor Sjöström), Thierry Waziniak ("les Aventures du prince Ahmed" de Lotte Reiniger), Agnès Vesterman (L'heure suprême de Franck Borzage). Il crée en 2013  la musique pour "Le Vent" de Victor Sjöström avec Catherine Jauniaux, Thierry Waziniak et Jacques Di Donato, y mêlant à la musique certains poèmes de Saint John Perse ("vents"). En 2017 il crée la musique pour Metropolis en duo  au violoncelle avec l'électroacousticien Diemo Schwarz.En 2019 il crée une partition pour "la grande parade" de King Vidor pour trio à cordes ( Annabelle Dodane ; violon alto, Didier Petit ; violoncelle Gaël Mevel : violoncelle) pour la scène nationale de valence Le Lux.
En 2019 il crée la musique pour "la femme sur la lune" de Fritz Lang pour le musée de l'Orangerie en duo violoncelle et électronique, avec son fils Nathanaël Mevel. Cette création accueillera plus tard en 2020 la joueuse de cristal Baschet Catherine Brisset.
En 2021 il compose pour le film Tabou de Murnau, pour le quatuor suivant : Daniel Liferman (flûte shakuhachi), Bruno Maurice (acoordéon), Nathanaël Mevel (électronique), Gaël Mevel(violoncelle), et pour le film Jeunes filles japonaises dans le port de Shimizu, commande de la Maison du Japon : Daniel Lifermann (flûte shakuhachi), Nathanaël Mevel (électronique), Gaël Mevel(violoncelle).
Il crée en 1996 le Gaël Mevel Trio avec Jean-Jacques Avenel et Thierry Waziniak, (deux disques paraitront, un chez AA record et un autre chez Leo records). En 2000 le Gaël Mevel Quintet (Jacques Di Donato, clarinette - Jean-jacques Avenel, contrebasse - Thierry Waziniak, batterie - Didier Petit, violoncelle)  lieu de recherche sur la relation écrit-improvisé. Deux disques paraîtront chez Leo records. Il improvise avec la chorégraphe danseuse Caroline Lagouge Chaussavoine (le duo s'intitule "sans aucun bruit en direction de la mer") , et crée la musique pour le spectacle "Jardins" (sept danseurs et trois musiciens).
Il crée des spectacles pluridisciplinaires où théâtre, danse, musique, art culinaire et  littérature se croisent. Il a créé en 2008 avec Caroline Lagouge Chaussavoine un théâtre en milieu rural, dans l'Essonne « La maison en bois ». Il crée en 2010 le festival "promenades" où art vivant et art culinaire se croisent. En 2012 le quartet Alta (Michaël Attias, sax alto - John Hebert, contrebasse, Gaël Mevel, piano -  Thierry waziniak, batterie) est enregistré, rencontre de deux musiciens français et de deux musiciens New-yorkais.
Il crée le label Rives en 2013 avec le peintre Dominique Masse et le musicien Thierry Waziniak. En 2013 le duo Gaël Mevel- Michaël Attias, autour des compositions de Gaël Mevel. Il crée un nouveau trio où, violoncelliste il improvise avec Jean-Luc Cappozzo (trompette et bugle) et Thierry Waziniak (batterie) : "Cette matinée d'été est tout de même un peu fraîche" en hommage à Fernando Pessoa.
En 2015 il crée l'orchestre "Le Cercle", ensemble circulaire d'improvisation et de composition. La particularité de ce projet est que l'orchestre de sept musiciens entoure le public, pour que celui-ci soit au cœur de la création, essayant ainsi de réinventer le rapport entre musiciens et spectateurs.
Les musiciens de l'ensemble sont Gaël Mevel (violoncelle et composition), Jacques Di Donato (clarinette), Jean-Luc Cappozzo (trompette et bugle), Daniel Lifermann (flute Shakuhachi), Thierry Waziniak (percussions), Nicolas Nageotte (clarinette basse), Diemo Schwarz (création électroacoustique). En 2016 le trio Alta est créé. Michaël Attias au saxophone alto, Thierry Waziniak à la batterie et Gaël Mevel au violoncelle. L'objet de ce trio est de développer un rapport intime avec le sens mélodique. Le trio joue des pièces de Ravel, de Joaquin Després, Ernst Bloch, Manuel de Falla.
En 2019 est créé l'ensemble "de nul lieu et du Japon", hommage à un japon imaginaire pour 4 musiciens et une danseuse.
Avec Fumie Hihara, voix et koto, Daniel Lifermann, flûte shakuhachi, Thierry Waziniak, percussions, Gaël Mevel violoncelle, et Namiko Gahier danse. Le projet s'articule autour d'un recueil de poèmes de Jacques Dupin du même nom.
Il crée avec le Batteur Thierry Waziniak le quartet Kairos en 2022 avec Mat Maneri au violon alto et Jean-Luc Cappozzo à la trompette, formation qui réfléchit sur la structure du temps, en improvisant autour de moments piochés dans l'histoire de la musique (concert à Jazz d'or - Strasbourg).
Violoncelliste il participe en 2019 à la création du septet de Didier Lassere "silence was pleased"
et en 2021 à la création de Volumes 2 de Benjamin Duboc, pour 21 musiciens et 3 corps actants.
Parallèlement, il engage un travail autour des textes.
Il joue Prélude de Pan de Jean Giono avec son violoncelle
Le chant de la rivière, textes de Barry Lopez, avec son violoncelle
Ode maritime de Pessoa avec le violoncelliste Didier Petit
Il accompagne au violoncelle des poèmes Dada lus par la comédienne Maryline Fontaine pour le musée de l'Orangerie.

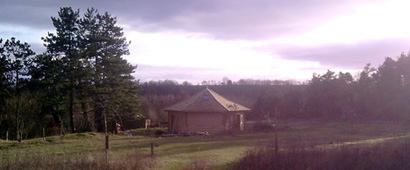
La maison en bois

## Discographie
- La lucarne incertaine, en trio (Thierry Waziniak, batterie - Jean jacques Avenel, contrebasse - Gaël Mevel, piano), AA records - 1996
- Danses parallèles, en trio, chez Leo records - 2003 [10]
- La promesse du chant, en quintet (Jacques Di Donato, clarinette - Thierry Waziniak, batterie -  Didier Petit, violoncelle - Jean Jacques Avenel, contrebasse, Gaël Mevel piano et bandonéon) chez Leo Records - 2002 [11]
- Images et personnages, en quintet, chez Leo records - 2010
- Quartet Alta chez le label Rives, avec Michaël Attias, sax alto - John Hebert, contrebasse et Thierry Waziniak, batterie - 2014 [9]
- Trio Rives chez le label Rives  avec Jacques Di Donato, clarinette et saxophone soprano - Thierry Waziniak, batterie et percussions, Gaël Mevel, piano, violoncelle, bandonéon, guitare, percussions et voix - 2014 [9]
- Michaël Attias-Gaël Mevel, en duo avec le saxophoniste New Yorkais Michaël Attias, chez Label Rives
- Le cercle, chez le Label Rives. Gaël Mevel (violoncelle et composition), Jacques Di Donato (clarinette), Jean-Luc Cappozzo (trompette et bugle), Daniel Lifermann (flute Shakuhachi), Thierry Waziniak (percussions), Nicolas Nageotte (clarinette basse), Diemo Schwarz (création électroacoustique)  Enregistré en concert à La maison de la culture du Japon à Paris, par Céline Grangey.
- Trio Alta enregistré en 2019 sort en 2021.
- Michaël Attias, Thierry Waziniak et Gaël Mevel improvisent librement autour de mélodies de Josquin Després, Ravel, Bloch....
- le Quartet Kairos chez le label Rives avec Mat Maneri (violon alto), Jean-Luc Cappozzo (trompette et bugle), Thierry Waziniak (batterie), Gaël Mevel (violoncelle). Ce quartet cherche une musique de chambre micro tonale autour de compositions de Bach et Ravel.

## Théâtre et Textes
- Les rumeurs de ma main, d'après un texte qu'il a écrit est porté sur scène avec Thierry Waziniak, enregistré par France Culture pour l'atelier de création radiophonique en 2007[12]
- Prélude de Pan, en solo violoncelle et voix, d'après le texte de Jean Giono
- Ode Maritime, texte de Fernando Pessoa, Gaël Mevel à la voix, en duo avec Didier Petit, violoncelliste improvisateur.
- Le chant de la rivière, texte de Barry Lopez, Gaël Mevel voix et violoncelle, Daniel Lifermann flute shakuhachi.
- Des textes de Saint John Perse en solo, voix et violoncelle.